# Juniper Hills

Localização de Juniper Hills no estado da Califórnia.

Juniper Hills é uma comunidade não-incorporada situada nas montanhas de San Gabriel, no vale do antílope, no Condado de Los Angeles.
É contíguo com o "Devil' s Punchbowl", um parque do condado. Tem uma câmara municipal que serve como um fórum para leis, mas não a governa. O código postal é 93543, e o código de área interno é 661.